# On the Green Carpet
 (avril 2020).
Pour plus de détails, voir Fiche technique et Distribution.
On the Green Carpet (coréen : 푸른 주단우에서) est un film nord-coréen réalisé par Rim Chang-bom, sorti en 2001. Le titre fait référence au gazon vert du Stade du Premier-Mai, le stade où le festival Arirang prend place.

## Synopsis
Le film est une comédie romantique qui raconte l'histoire d'un entraîneur qui prépare des enfants à leur performance dans les jeux de masse, et d'une ancienne collègue qui est devenue son supérieur. Elle pense qu'il est trop exigeant avec les enfants, puisque le spectacle qu'il leur a préparé requiert plusieurs saltos. Pourtant, les enfants sont prêts à faire tout travail difficile pour faire plaisir à leur leader, Kim Jong-Il. Le film est une démonstration de leurs aptitudes.
Chaque jour qui passe (dans le film) démontre un mode de vie agréable et sans problème, où la nourriture est abondante. Une emphase est mise autour de la dévotion du peuple à leur Cher Dirigeant Kim Jong-Il,.

## Projections dans des festivals
On the Green Carpet est le premier film nord-coréen à être invité au Festival International du Film de Berlin, où il a été projeté en 2004. Il a été choisi par le comité du festival parmi un groupe de 10 autres films. Il a attiré l'attention de beaucoup de visionneurs, malgré sa projection sans sous-titres et seulement avec un doublage en allemand.
On the Green Carpet a aussi été projeté au 23e Festival international du film de Moscou en 2001.

## Fiche technique
- Titre original : On the Green Carpet
- Titre français : Sur le tapis vert (traduit)
- Réalisation : Rim Chang-Bom
- Société(s) de production : Korean Film Studio
- Société(s) de distribution : Mokran Video
- Pays d'origine : Corée du Nord
- Langue originale : Coréen
- Genre : Comédie romantique
- Durée : 87 minutes
- Dates de sortie : 2001

## Distribution
- Ri Gyong-hi : Hyon-Hui
- Ri Yong-ho : Mun Gyu